# Juan Mayr
Juan Mayr Maldonado (Bogotá, 1952) es un fotógrafo, activista ecologista y político colombiano.
En 1986, tras vivir 2 años con los indios kogui, fundó la  Fundación Pro-Sierra Nevada de Santa Marta, en la que logró reunir al gobierno, tribus amerindias, científicos, granjeros, conservacionistas locales e internacionales y diferentes grupos paramilitares que operaban en el área. Tras 4 años de trabajo, la fundación desarrolló un proyecto de conservación y desarrollo para la zona.
Entre los logros conseguidos por la asociación, destaca la devolución de 19 500 hectáreas devueltas en junio de 1994 a las tribus indígenas por el gobierno colombiano.
De 1993 a 1996, Mayr fue vicepresidente de la Unión Internacional para la Conservación de la Naturaleza (IUCN). En 1993 obtiene asimismo el Premio Goldman para el medio ambiente por su labor en la proteccioń de la biodiversidad de la Sierra Nevada de Santa Marta
En 1998, Mayr es convocado por el presidente Andrés Pastrana para ser ministro del Medio Ambiente de Colombia, cargo que ocupará en los 4 años siguientes.
El 23 de mayo de 2011, a través de Twitter, el presidente Juan Manuel Santos informó del nombramiento de Mayr como embajador en Alemania, cargo que ejerció hasta el año 2016. En ese mismo año, es designado como integrante del equipo negociador del gobierno en los diálogos de paz con la guerrilla del ELN, desempeñándose en esta función hasta el 3 de agosto de 2018 por órdenes de gobierno de Iván Duque.
Además, es integrante de la Comisión de Conciliación Nacional, órgano asesor de la Conferencia Episcopal de Colombia.